# هاردو آسمه
هاردو آسمه (استونیایی: Hardo Aasmäe; ۱۱ فوریهٔ ۱۹۵۱ – ۲۹ دسامبر ۲۰۱۴) جغرافی‌دان، سیاستمدار و شهردار تالین اهل استونی بود.